# Crédit agricole Rabat
Pour les articles homonymes, voir Crédit agricole (homonymie).
L'équipe de Crédit agricole Rabat est une équipe de volley-ball marocaine basée dans la ville de Rabat.

## Palmarès
- Coupe du Maroc de volley-ball masculin (3)
  - Vainqueur : 1991, 1992, 1996